# 미케노스
미케노스 또는 미세노스(Misenos)는 그리스 신화에 등장하는 인물이다. 미케네 시의 도시이름이 된 명조로, 미케네의 전설적인 건국자였다. 그러나 다른 전승에 의하면 미케네의 건국자는 페르세우스라는 전승도 있다.
| 전임 - | 미케네의 왕 | 후임 페르세우스 |